# Kozienice-Kolonia
Kozienice-Kolonia – część wsi Wójtostwo (do 31 grudnia 2002 kolonia) w Polsce, położona w województwie mazowieckim, w powiecie kozienickim, w gminie Kozienice.
31 grudnia 1961 od Kozienic-Kolonii odłączono część o nazwie Pocztówka, włączając ją do Kozienic.